# Эхалия (Фессалия)
Эхалия (др.-греч. Οἰχᾰλία, Οἰχᾰλίη) — город в древней Фессалии на реке Пиней, между городами Пелинной на востоке и Триккой на западе, недалеко от Ифомы.
Эхалия упоминает в гомеровском каталоге кораблей, занимающем значительную часть второй книги «Илиады», где она является частью территории подвластной врачевателям Подалирию и Махаону.
Согласно древнегреческому мифу царь Еврит из Эхалии обещал руку своей прекрасной дочери Иолы тому, кто одолеет его в состязании лучников. Геракл победил его, но Еврит отказался выполнить своё обещание. В ответ Геракл разграбил город, убил Еврита и похитил Иолу. Однако ещё в древности велись острые споры о том, относится ли мифическая Эхалия к этому городу, или к городу на Эвбее, или к другому, также расположенному в Фессалии. В качестве возможных вариантов назывались даже города в Аркадии или Месинии, регионах, отдалённых от Фессалии. Гомер, Аполлодор Афинский и Аристарх Самофракийский двусмысленно помещали его в Фессалии. Автор эпической поэмы «Взятие Эхалии» (обычно приписываемой Креофилу Самосскому), Софокл (в «Трахинянках») и Гекатей Милетский (который разместил Эхалию вблизи Эретрии) были солидарны с теми, кто отождествлял эту Эхалию с эвбейским городом. Кроме того, Деметрий Скепсийский считал, что разрушенная Гераклом Эхалия находилась в Аркадии. Гомер называл Эхалию в Месинии городом Еврита как в «Илиаде», так и в «Одиссее». Этой версии придерживались Ферекид Леросский и Павсаний. Страбон перечислил все эти варианты, но не дал никаких дополнительных сведений о конкретном местоположении фессалийской Эхалии.
Местонахождение древней Эхалии неизвестно. Современный город Эхалия, также близкий к Пелинне и Трикке, имеет то же название, но находится к востоку от Пелинны, что противоречит описанию местоположения древней Эхалии в античных источниках.